# Asiana Airlines Flight 214
Asiana Airlines Flight 214 var en reguljär passagerarflygning från Incheon utanför Seoul i Sydkorea, som havererade under dess slutliga inflygning på San Francisco International Airport i Kalifornien i USA den 6 juli 2013. Av de 307 personerna ombord dog en vid haveriet, en under räddningsarbetet, och en på sjukhus sex dagar senare. 181 andra skadades, 12 av dem kritiskt. Bland de skadade fanns tre flygvärdinnor som hade kastats ut på banan fastspända i sina säten när stjärtpartiet bröts av. Flygplanet var en Boeing 777.

## Haveriet

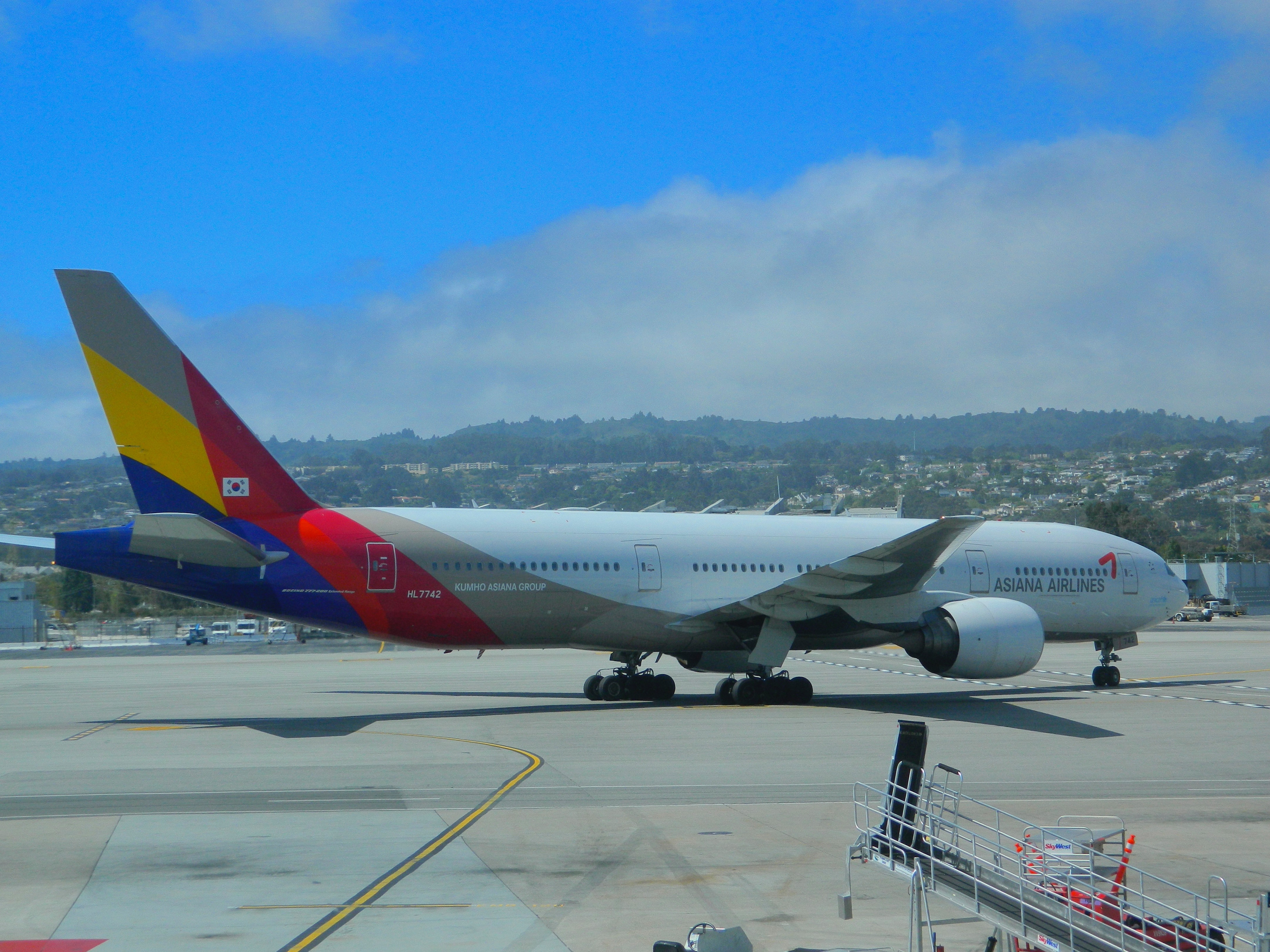
De förolyckade flygplanet på SFO 43 dagar före olyckan

Flight 214 startade från Incheons internationella flygplats (ICN) den 6 juli 2013 klockan 17.04 lokal tid (KST). Det var planerat att landa på San Francisco International Airport (SFO) klockan 11.04 (PDT).
Flygningen var klar för en visuell inflygning till bana 28L klockan 11.21. Det skulle upprätthålla en hastighet av 180 knop tills flygplanet var fem miles från banan (ca 8 kilometer). Klockan 11.26 tog San Francisco över flygledningen. Klockan 11.27, när planet var 2,4 kilometer från landningsbanan, gav flygledningen tillstånd att landa.
Trots bra väder hamnade flygplanet på för låg höjd. Det tog mark strax före landningsbanan och havererade klockan 11.28. Landstället slog först i strandmuren. Båda motorerna och stjärtpartiet lossnade sedan från flygplanet. Planet gled 730 meter innan det stannade. Den högra vingen fattade eld på grund av olja och bränsle.
I haverirapporten från National Transportation Safety Board lades skulden till olyckan främst på piloternas misstag, övertro på autopiloten och okunskap om flygplanet. Planet hade legat alldeles för lågt, och när piloterna försökte kompensera för det blev de mindre uppmärksamma på instrumenten.
| Nationalitet | Passagerare | Personal | Totalt |
| ------------ | ----------- | -------- | ------ |
| Kina         | 141         | 0        | 141    |
| Sydkorea     | 77          | 14       | 91     |
| USA          | 64          | 0        | 64     |
| Kanada       | 3           | 0        | 3      |
| Indien       | 3           | 0        | 3      |
| Thailand     | 0           | 2        | 2      |
| Frankrike    | 1           | 0        | 1      |
| Japan        | 1           | 0        | 1      |
| Vietnam      | 1           | 0        | 1      |
| Totalt       | 291         | 16       | 307    |